# Schastine Tabor
Schastine Skifter Tabor (18 de febrero de 2005) es una deportista danesa que compite en natación, especialista en el estilo libre. Ganó dos medallas en el Campeonato Europeo de Natación de 2024, plata en 4 × 100 m libre y bronce en 4 × 100 m estilos.

## Palmarés internacional
| Campeonato Europeo | Campeonato Europeo | Campeonato Europeo | Campeonato Europeo |
| Año                | Lugar              | Medalla            | Prueba             |
| ------------------ | ------------------ | ------------------ | ------------------ |
| 2024               | Belgrado (Serbia)  | Medalla de plata   | 4 × 100 m libre    |
| 2024               | Belgrado (Serbia)  | Medalla de bronce  | 4 × 100 m estilos  |